# Elle (rivista italiana)
Elle Italia è un settimanale italiano di moda femminile, bellezza, salute e intrattenimento ed è l'edizione italiana della rivista francese Elle (elle, in francese, significa "lei"). Elle italia è una rivista edita da Hearst Magazine Italia (Gruppo Hearst Magazine), che gestisce altri periodici italiani come Elle Decor, Cosmopolitan, Gente ed Esquire Italia. Il direttore responsabile è Maria Elena Viola affiancata dalla direzione creativa di Antonella Antonelli. Il progetto grafico è di Pilar Ibanez.

## Storia
La rivista nasce nel settembre 1987 come mensile ed è pubblicata da Hachette e da Rizzoli Editore, sotto la direzione di Carla Sozzani. Nello stesso mese era uscito da poco sul mercato editoriale il suo diretto antagonista Marie Claire, mentre la Rusconi preparava il suo nuovo settimanale Eva. Dopo il successo del primo numero che viene pubblicato con una tiratura di circa 300 mila copie, già dal quinto numero le vendite calano e Carla Sozzani decide di rinunciare al suo incarico: il numero di gennaio 1988 è infatti firmato dal direttore editoriale della Rcs, Lamberto Sechi.
Nel marzo dello stesso anno rientra in Rizzoli Daniela Giussani; dapprima com condirettore e da luglio in avanti come direttore responsabile, opera una riorganizzazione della rivista dando più spazio all'attualità, e creando nuove rubriche di viaggi, interviste a personaggi femminili, aprendo così la rivista ad una diffusione più ampia ed accessibile, e portando i livelli di vendita ad una quota stabile di circa 150 000 copie.
Nel 2008 Elle si completa sviluppando diverse sue estensioni: Elle Kids, Elle Spose, Elle Gioielli, Very Elle Shopping, Very Elle Christmas e Very Elle Beach. Nel 2009 Danda Santini viene incaricata della nuova direzione che mantiene fino a marzo 2018.
Nel settembre 2018 Maria Elena Viola (ex direttrice di Gioia) sostituisce Danda Santini alla guida della rivista, mentre la direzione creativa è affidata ad Antonella Antonelli, già direttrice di Marie Claire, poi diventata vicepresidente generale Moda presso la Hearst Italia. In novembre Elle Italia diventa settimanale. Inoltre il gruppo editoriale Hearst Italia chiude la redazione del mensile Gioia, storico settimanale fondato nel 1937, facendo confluire la redazione in quella di Elle.
Dal luglio 2021 il periodico è diretto da Massimo Russo.